# Anoploderomorpha densepunctata
Anoploderomorpha densepunctata är en skalbaggsart som beskrevs av Hayashi och Jean François Villiers 1994. Anoploderomorpha densepunctata ingår i släktet Anoploderomorpha och familjen långhorningar.
Artens utbredningsområde är Taiwan. Inga underarter finns listade i Catalogue of Life.